# Kanton Mazamet-1
 Mazamet-1 is een kanton van het Franse departement Tarn. Het kanton maakt deel uit van het arrondissement Castres.
In 2021 telde het 17.020 inwoners.

Het kanton werd gevormd ingevolge het decreet van 17 februari 2014 , met uitwerking op 22 maart 2015, met Mazamet als hoofdplaats.

## Gemeenten
Het kanton omvat volgende gemeenten :
- Aiguefonde
- Aussillon
- Boissezon
- Caucalières
- Lagarrigue
- Mazamet (westelijk deel)
- Noailhac
- Payrin-Augmontel
- Valdurenque